# Оловски грбовник
Оловски грбовник представља један од зборника грбова у серији илирске хералдике. Сматра се да је настао у самостану у Олову, на основу чега је добио име Оловски грбовник. Настао је крајем 17. вијека. Узима се као препис Коренић-Неорићевог зборника, а преписао га је извјесни Иван Бењињи.
Писан је на папиру тушем. Грбови нису у боји, а немају ни праву Петрасантикну хералдичу шрафуру која мјења боје. На другом листу се налази текст који најављује да је у књизи приложена кратка историја Босне, историја фрањеваца у Босни као и историја самостана у Олову, које нема у хроници. 
Данас се Оловски грбовник налази у Универзитетској библиотеци у Болоњи.